# El Cacique
El Cacique är en ort i Mexiko.   Den ligger i kommunen San Juan Bautista Cuicatlán och delstaten Oaxaca, i den sydöstra delen av landet, 300 km sydost om huvudstaden Mexico City. El Cacique ligger 1 941 meter över havet och antalet invånare är 111.
Terrängen runt El Cacique är bergig åt nordost, men åt sydväst är den kuperad. Runt El Cacique är det ganska glesbefolkat, med 32 invånare per kvadratkilometer. Närmaste större samhälle är San Juan Bautista Cuicatlán, 9,5 km nordväst om El Cacique. I omgivningarna runt El Cacique växer i huvudsak blandskog.